# Falco Lombardi
Falco Lombardi (ファルコ・ランバルディ?, Faruko Ranbarudi) è un personaggio della serie di videogiochi Star Fox. È doppiato da Hisao Egawa nelle versioni giapponesi di tutti i giochi tranne Star Fox 64 3D, da Bill Johns nella versione inglese di Lylat Wars, da Ben Cullum in Star Fox Adventures, da Mike Madeoy nella versione inglese di Star Fox: Assault, da Dex Manley nella versione inglese di Super Smash Bros. Brawl, da Kōsuke Takaguchi nella versione giapponese di Star Fox 64 3D, e da Mark Lund nella versione inglese di Star Fox 64 3D.

## Biografia
Falco è un uccello solitario, e del suo passato si conosce poco. Di carattere aggressivo e arrogante, ha pur sempre rispetto per i suoi amici e compagni di squadra. Prima di unirsi al Team Star Fox, Falco faceva parte di una banda di teppisti dello spazio. Considerato uno dei più bravi piloti del Team Star Fox, Falco è uno stimato amico di Fox McCloud da molto tempo.

### Guerre di Lylat
Falco, insieme a Fox, Peppy e Slippy, combatte nelle guerre di Lylat per fermare la sete di conquista di Andross. Durante questo arco di tempo, Falco ha diciannove anni. Durante le battaglie si dimostra un validissimo pilota, e dimostra di avere un'accesa rivalità col membro del Team Star Wolf Leon Powalski durante le battaglie con questi ultimi. Dopo un arduo combattimento, Falco e gli altri lasciano Andross a Fox, il quale torna vincitore. Fox, Falco, Slippy e Peppy tornano a Corneria per incassare la loro ricompensa in denaro e volano via verso l'orizzonte. Durante le guerre, Falco incontra Katt Monroe, una gatta di sua conoscenza, di cui è probabilmente innamorato.

### Il ritorno di Andross
Otto anni dopo le Guerre di Lylat, Falco ha lasciato il Team Star Fox in quanto la mancanza di lavoro lo portava ad annoiarsi. Fox, dopo aver recuperato tutti gli Spiriti Krazoa necessari per far tornare normale il pianeta Sauria, scopre che Andross è resuscitato miracolosamente grazie agli spiriti menzionati, ed ingaggia una battaglia finale contro lo scienziato. Falco arriva giusto in tempo per aiutare il suo vecchio amico, fornendogli le bombe necessarie a distruggere Andross. Con l'aiuto di Falco, Fox riesce ad uccidere il malvagio scienziato. I due amici si ritrovano a bordo della Great Fox, la nave madre del Team, e Falco torna a far parte della squadra, con Krystal come nuova arrivata.

### La guerra contro gli Aparoidi
Un anno dopo la disfatta di Andross, una nuova minaccia incombe sul Sistema Lylat, la razza aliena chiamata Aparoidi. Falco e gli altri membri del Team riescono a farsi alleati i membri del Team Star Wolf, e in gruppo si recano nel pianeta casa degli Aparoidi, dove affrontano la Regina Aparoide. Eliminata la fonte vitale degli Aparoidi, Falco, Fox e gli altri tornano sulla loro nave madre.

### La minaccia degli Anglar
Tempo dopo la sconfitta degli Aparoidi, Falco ha lasciato nuovamente il Team Star Fox per lavorare da solo. Fox però contatta il suo vecchio amico in cerca di aiuto per fermare l'avanzata degli Anglar, un popolo di creature simili a pesci provenienti dal pianeta Venom. Falco si unisce a Fox, che in seguito contatterà Wolf e il suo team. Insieme riusciranno a fermare gli Anglar e tornare insieme nel Team Star Fox.

#### Finali alternativi
Star Fox Command propone dei finali alternativi, i quali possono essere considerati non canonici.
- Falco abbandona il Team Star Fox e insieme alla sua fidanzata Katt Monroe e la scimmia Dash Bowman crea una squadra di mercenari chiamata Star Falco.
- Falco, ormai anziano, rimane a far parte della nuova squadra Star Fox formata dai figli dei suoi vecchi amici.
- Falco e Fox, dopo che lo Star Fox è stato sconfitto dallo Star Wolf, modificano i loro Arwing per partecipare alle corse di G-zero.

## Aspetto
Falco, a differenza di Fox, subisce pochi cambiamenti durante la serie. Il suo piumaggio è blu, con delle striature color porpora intorno agli occhi, il suo becco è giallo e gli occhi sono celesti. Il suo abbigliamento consiste in una giacca color panna, simile a quella di Fox, con lo stemma del Team Star Fox sul lato destro, con una maglia rossa sotto, dei pantaloni marroni e degli stivali argentati. In Star Fox: Assault Falco indossa una tuta rossa con delle parti grigie. In Command, la tuta rossa rimane, con l'aggiunta di un gilet grigio sopra di essa e di un elmetto con microfono incorporato. Il suo abbigliamento in Super Smash Bros. Brawl, invece, è una versione modificata del suo abbigliamento tradizionale, che richiama alcuni elementi di Command, come l'elmetto.

## Apparizioni
Oltre alla serie Star Fox, Falco è presente come personaggio utilizzabile nei videogiochi Super Smash Bros. Melee, Super Smash Bros. Brawl, Super Smash Bros. per Nintendo 3DS e Wii U e Super Smash Bros. Ultimate. In questi quattro giochi le sue mosse sono simili a quelle di Fox, anche se in Brawl vengono rinnovate.